# 沈應龍
沈應龍（1506年—1561年），字翔卿，號少吳，浙江湖州府烏程縣人，民籍，明朝政治人物。

## 生平
嘉靖十三年（1534年）甲午科浙江鄉試第八十二名舉人。嘉靖十四年（1535年）中式乙未科會試第三十二名，登第二甲第十八名進士。授南京刑部主事，改北刑部，十一月丁祖母徐氏憂。升郎中，奉命湖广虑囚。二十三年（1544年）正月升四川按察司副使，擢广东布政司参政，历官山东左布政使，三十一年（1552年）七月升都察院右副都御史、巡抚山东，三十三年六月升南京刑部右侍郎，数日後被兵科给事中殷正茂弹劾其贪庸不职当罢，诏今回籍听勘，三十六年二月考察令閑住。在家中风而卒，年五十六。著有《恤刑录》、《平番议》、《安南议》、《抚黎议》、《山东奏议》及诗文集藏于家

## 家族
曾祖沈士明；祖父沈澄（1454年-1519年）；父沈鑑，曾任元氏知縣。前母胡氏；母朱氏。重慶下。弟沈應鷴、沈應鸞。孫沈士茂。